# 布亞諾瓦茨

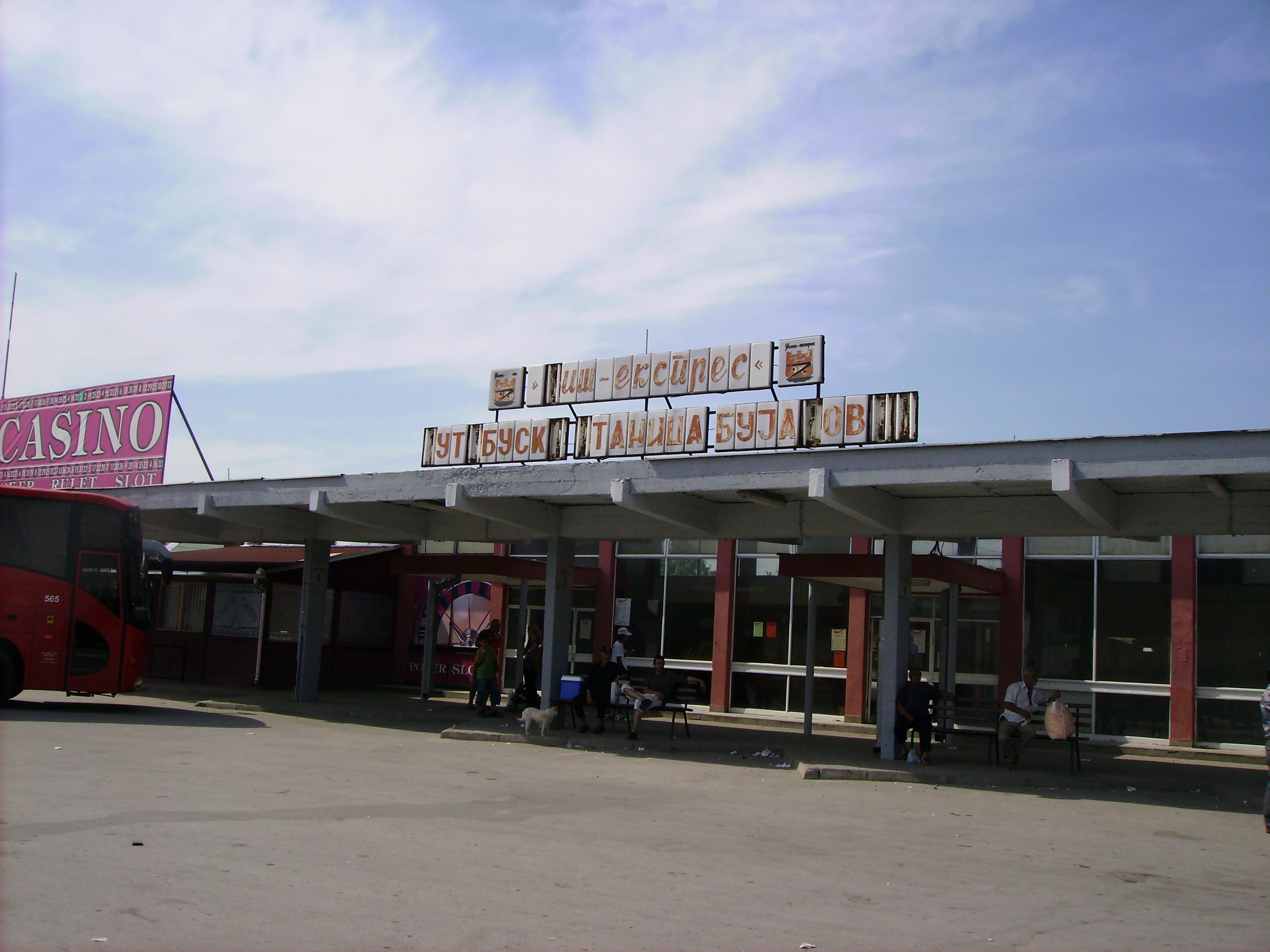

布亞諾瓦茨（發音：[bǔjanɔvats]）是塞爾維亞普奇尼亞州的城鎮，位於該國南部，面積461平方公里，海拔高度384米，該鎮的友好城市有挪威利勒哈默爾，2002年人口12,011。